# Parque eólico Tehachapi Pass
El parque eólico Tehachapi Pass es uno de los primeros parques eólicos a gran escala instalados en los Estados Unidos, con una capacidad de alrededor de 700 MW.

## Visión general
El desarrollo del viento en el Paso de Tehachapi comenzó a principios de los años 80 por James Dehlsen y Zond Corporation . El primer conjunto de aerogeneradores instalados fue de la marca Storm Master de fabricación estadounidense, sin embargo, resultaron ser problemáticos y, finalmente, tuvieron que ser reemplazados. Dehlsen recurrió a las máquinas construidas en Dinamarca más tarde, que ahora constituyen la mayoría de las turbinas en el paso. El área alberga una gran cantidad de parques eólicos, que comprenden una de las áreas de recursos eólicos más grandes de California. El pase está experimentando mucha actividad de repotenciación. El área tiene varias generaciones de tecnología de turbinas eólicas instaladas, que incluyen turbinas de una y dos palas, así como el diseño más moderno del eje horizontal de tres palas. Las turbinas de generación más antigua generan kilovatios, y las turbinas modernas instaladas generan hasta 3 megavatios, dependiendo de la turbina y el fabricante específicos. El área de recursos eólicos de Tehachapi es un exportador neto de generación a otras partes del estado de California. Una iniciativa estatal para mejorar la transmisión de Tehachapi ( Proyecto de Transmisión de Energías Renovables de Tehachapi ) comenzó en 2008 y se espera que esté terminada en 2012. Esto ha abierto las puertas a un mayor desarrollo regional de la energía eólica y se espera que se instalen múltiples proyectos para utilizar esa capacidad. Una ubicación privilegiada para ver las turbinas es fuera de la ruta estatal 58 y de Tehachapi-Willow Springs Road. 

## Desarrollo adicional
Un partidario de un mayor desarrollo de la energía eólica regional es Southern California Edison, que ejecutó acuerdos de compra de energía de hasta 1.500 megavatios (MW) o más de energía generada a partir de nuevos proyectos que se construirán en el área de Tehachapi, de los cuales se encontraba el Centro de Energía Eólica de Alta. desarrollado. El contrato de 2006, que más que duplica la cartera de energía eólica de SCE, prevé más de 50 millas cuadradas (129,5 km²)     de parques eólicos en la región de Tehachapi, que es el triple del tamaño de cualquier parque eólico existente en los Estados Unidos.
Otras ubicaciones bien conocidas de aerogeneradores en California incluyen el adyacente Centro de Energía Eólica Alta, el Parque Eólico Altamont Pass y el Parque Eólico San Gorgonio Pass, cerca de Palm Springs . 

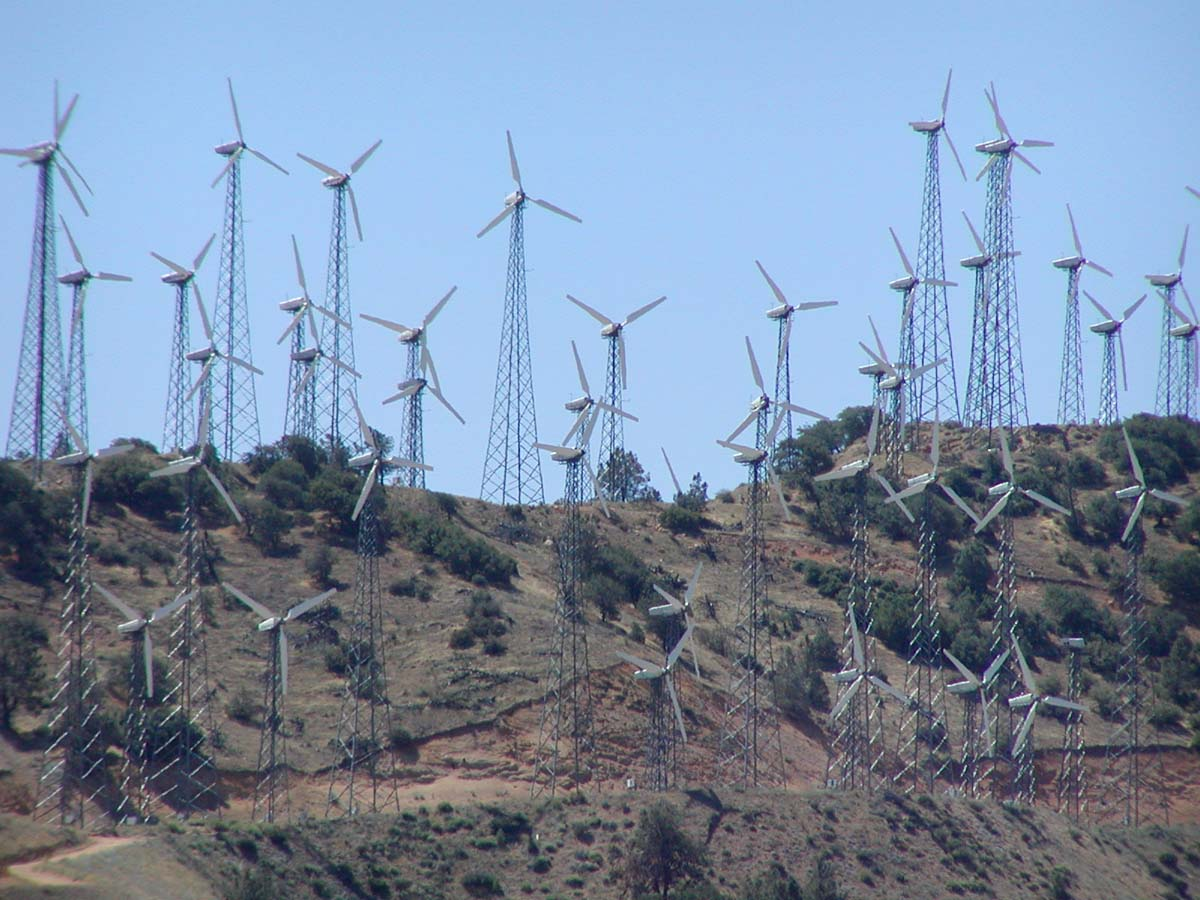
Aerogeneradores Tehachapi Pass rn 2001.